# Coloborrhis picta
Coloborrhis picta är en insektsart som beskrevs av Evans 1959. Coloborrhis picta ingår i släktet Coloborrhis och familjen dvärgstritar. Inga underarter finns listade i Catalogue of Life.